# Петровка (Янаульський район)
Петро́вка (рос. Петровка, башк. Петровка) — присілок у складі Янаульського району Башкортостану, Росія. Входить до складу Орловської сільської ради.
Населення — 171 особа (2010; 177 у 2002).
Національний склад:
- росіяни — 62 %